# Ferenc Hámori
Ferenc Hámori (ur. 14 października 1972 w Budapeszcie) – węgierski piłkarz grający na pozycji pomocnika lub napastnika, reprezentant kraju.

## Kariera
Seniorską karierę rozpoczynał w MTK Budapeszt w 1990 roku. Po sezonie 1993/1994, kiedy to MTK spadł z NB I, Hámori zmienił klub na Győri ETO. W rundzie wiosennej sezonu 1995/1996 zagrał cztery spotkania w barwach portugalskiego CS Marítimo, po czym wrócił do Győri ETO. W latach 1997–1999 reprezentował barwy Vasasu, strzelając w tym okresie 28 goli w lidze. Po sezonie spędzonym w Maccabi Netanja wrócił na Węgry, zostając graczem Ferencvárosu. Karierę zakończył w 2002 roku w Vasasie.
W latach 1991–1998 rozegrał dziewięć spotkań w reprezentacji. Strzelił w jej barwach jednego gola, przeciwko Salwadorowi w 1991 roku.

## Statystyki ligowe
| Sezon         | Klub            | Liga             | Mecze | Gole |
| ------------- | --------------- | ---------------- | ----- | ---- |
| 1990/1991     | MTK Budapeszt   | NB I             | 12    | 2    |
| 1991/1992     | MTK Budapeszt   | NB I             | 27    | 8    |
| 1992/1993     | MTK Budapeszt   | NB I             | 25    | 4    |
| 1993/1994     | MTK Budapeszt   | NB I             | 26    | 2    |
| 1994/1995     | Győri ETO       | NB I             | 27    | 3    |
| 1995/1996 (j) | Győri ETO       | NB I             | 15    | 5    |
| 1995/1996 (w) | CS Marítimo     | Primeira Divisão | 4     | 0    |
| 1996/1997     | Győri ETO       | NB I             | 16    | 1    |
| 1997/1998     | Vasas SC        | NB I             | 29    | 17   |
| 1998/1999     | Vasas SC        | NB I             | 29    | 11   |
| 1999/2000     | Maccabi Netanja | Ligat ha’Al      | 16    | 0    |
| 2000/2001     | Ferencvárosi TC | NB I             | 0     | 0    |
| 2001/2002 (j) | Ferencvárosi TC | NB I             | 1     | 0    |
| 2001/2002 (w) | Vasas SC        | NB I             | 3     | 0    |
| 2002/2003     | Vasas SC        | NB II            | 14    | 3    |